# إرنست إل. باركر
إرنست إل. باركر (بالإنجليزية: Ernest L. Parker)‏ هو سياسي أمريكي، ولد في 29 نوفمبر 1864 بسيغورني في الولايات المتحدة، وتوفي في 18 يونيو 1934 بلويستون في الولايات المتحدة. حزبياً، نشط في الحزب الديمقراطي. وقد انتخب عضو مجلس نواب ايداهو.